# Marinez Rosa dos Santos Bassotto
Marinez Rosa dos Santos Bassotto (nascida em março de 1971) é uma bispa anglicana, responsável pela Diocese Anglicana da Amazônia e atual primaz da Igreja Episcopal Anglicana do Brasil, ramo mais antigo e mais bem organizado do anglicanismo no Brasil.

## Biografia
Natural de Canguçu, Rio Grande do Sul em 1991 Marinez ingressou no Seminário Nacional da IEAB, em Porto Alegre. Foi ordenada ao diaconato em 14 de maio de 1995 e como presbítera em 17 de março de 1996, ambas na Catedral Nacional da Santíssima Trindade, em Porto Alegre. Em 1999, tornou-se a primeira mulher a assumir como deã da Catedral da Diocese Anglicana Meridional e a segunda mulher a assumir uma Catedral na IEAB. Foi reeleita em vários mandatos, permanecendo 17 anos nessa função na Catedral.
Antes do episcopado, Marinez atuava como pároca da Paróquia São Paulo em Cachoeirinha, da Diocese Anglicana Meridional, e como Custódia do Livro de Oração Comum. Em 2012, concorreu pela primeira vez ao bispado na IEAB, ficando em segundo lugar.
Em 20 de janeiro de 2018 a Reverenda Marinez Bassotto foi eleita a primeira bispa da história da IEAB, durante a segunda sessão do Concílio da Diocese Anglicana da Amazônia, para substituir Dom Saulo Barros, que resignou. Sua sagração episcopal aconteceu em 21 de abril de 2018, na Catedral de Santa Maria, em Belém do Pará.
Em 8 de março de 2022, Bispa Marinez foi condecorada com a Cruz de Santo Agostinho, concedida pelo arcebispo da Cantuária, Justin Welby, em reconhecimento ao “excelente serviço em apoiar o papel da Comunhão no cuidado da criação e em questões de justiça climática, dando voz aos povos indígenas”. No mesmo mês, integrou uma delegação de mulheres de toda a Comunhão Anglicana para representar a IEAB na Comissão sobre a Situação da Mulher das Nações Unidas.
Em 13 de novembro de 2022, no XXXV Sínodo Geral da IEAB, realizado em Belém do Pará, Marinez Bassotto foi eleita a nova primaz da denominação, sendo investida e instalada como a primeira mulher a assumir o cargo no Brasil, América Latina e Caribe.
Foi nomeada diretora do Conselho Consultivo Anglicano, em Londres, em 13 de novembro de 2024.